# سلطان (فیلم ۲۰۰۰)
سلطان (به هندی: Sultaan) فیلمی محصول سال ۲۰۰۰ و به کارگردانی تی.ال.وی. پراساد است. در این فیلم بازیگرانی همچون میتون چاکرابورتی، درمندرا، سووارانا متیو، ویکاس آناند، جک گائود، راضا مراد، موکش ریشی، تیکو تالسانیا ایفای نقش کرده‌اند.